# Hermann Knüfken
Hermann Knüfken (* 9. Februar 1893 in Düsseldorf; † 8. Februar 1976 in Brighton) war ein deutscher Gewerkschaftsaktivist, Marinesoldat, kommunistischer Revolutionär und Widerstandskämpfer gegen den Nationalsozialismus.

## Leben
Knüfken wurde als fünftes Kind einer Putzfrau geboren und 1914 zur kaiserlichen Marine eingezogen. 1917 desertierte er, wurde aber gefasst. Im November 1918 befreiten ihn revolutionäre Matrosen im Rahmen des Kieler Matrosenaufstandes aus der Haft.
Am 21. April 1920 entführte er unter Androhung der Erschießung gemeinsam mit anderen Linksaktivisten den Fischdampfer Senator Schröder in die Sowjetunion. Knüfken hatte als Besatzungsmitglied des Fischdampfers die kommunistischen Funktionäre Franz Jung und Jan Appel an Bord geschmuggelt, die in Russland Lenin von Möglichkeit einer eigenen deutschen Revolution überzeugen sollten. Hintergrund war der Ruhraufstand. Knüfken kehrte noch im Oktober nach Deutschland zurück und wurde Anfang des Monats in Stettin aufgrund eines Haftbefehls festgenommen, der wegen der Entführung der Senator Schröder vom Landgericht Hamburg ausgestellt worden war. Er wurde am 13. Mai 1921 vom Schwurgericht Hamburg wegen schweren Raubes, Meuterei und schwerer Freiheitsberaubung zu einer fünfjährigen Zuchthausstrafe verurteilt, wurde jedoch bereits am 1. Mai 1923 vorzeitig aus der Haft entlassen und kehrte umgehend nach Russland zurück.
Hier leitete er ab 1923 in Leningrad den Internationalen Seemannsklub, war Delegierter der Internationalen Transportarbeitergewerkschaft und Kurier im internationalen Verbindungsnetz der Komintern. Seit 1927 von der Geheimpolizei OGPU überwacht, nahm Knüfken am 7. November an Demonstrationen der Opposition gegen Stalin während der Revolutionsfeierlichkeiten in Leningrad teil. Im September 1929 wurde Knüfken wegen des Verdachts der Mitgliedschaft in antistalinistischen Oppositionsgruppen verhaftet und in Leningrad inhaftiert, später in die Moskauer Butyrka verlegt. Nach Protesten im Ausland und einer Demonstration von Seeleuten in Leningrad wurde er Ende Mai 1930 unter ungeklärten Umständen aus der Haft entlassen. Nach einer Tätigkeit als Leiter der Finanzverwaltung der Sowtorgflot in Leningrad und der Heirat mit der aus Riga stammenden Sonja (Sophia) Doniach (* 10. Januar 1910; † 30. Mai 1999) verließ er im Januar 1932 die Sowjetunion.
In den 1930er Jahren leitet er eine antifaschistische Widerstandsgruppe. Schließlich arbeitete er als Geheimagent für den britischen Secret Intelligence Service. Nach 1945 half er in Hamburg auf britischer Seite bei der Entnazifizierung, war aber auch weiterhin für den SIS tätig und besaß Kontakte in die Sowjetische Besatzungszone. In Hamburg geriet er bald mit Teilen der Gewerkschaftsbewegung aneinander und wurde aus der ÖTV ausgeschlossen. 1950 kehrte er nach Großbritannien zurück und war anschließend im Außenministerium in London tätig. 1976 starb er als britischer Staatsbürger in England. 2008 wurden seine Memoiren veröffentlicht.

## Schriften
- Hermann Knüfken: Von Kiel bis Leningrad. Erinnerungen eines revolutionären Matrosen. 1917-1930. Mit Dokumenten, 80 Fotos und Faksimiles. Hrsg. von Andreas Hansen in Zusammenarbeit mit Dieter Nelles. BasisDruck, Berlin 2008, ISBN 978-3-86163-110-1

## Filme
- Ein Mann namens Freitag, Schweden/BRD 1988, Regie: Staffan Lamm, ausgestrahlt auf NDR III, 3. Mai 1989, 21.00h. Länge 60 Min.